# Gymnodactylus geckoides
Gymnodactylus geckoides — вид геконоподібних ящірок родини Phyllodactylidae. Ендемік Бразилії.

## Поширення і екологія
Gymnodactylus geckoides поширені на північному сході Бразилії, від Сеари до Баїї. Вони живуть в чагарникових заростях каатинги і в саванах.